# Погожеля
Погоже́ля (пол. Pogorzela) — місто в західній Польщі, на Каліській височині.

## Демографія
Демографічна структура станом на 31 березня 2011 року:
|          | Загалом | Допрацездатний вік | Працездатний вік | Постпрацездатний вік |
| -------- | ------- | ------------------ | ---------------- | -------------------- |
| Чоловіки | 1011    | 243                | 683              | 85                   |
| Жінки    | 1033    | 210                | 636              | 187                  |
| Разом    | 2044    | 453                | 1319             | 272                  |